# SN 1966K
SN 1966K – supernowa odkryta 19 grudnia 1966 roku w galaktyce MCG +05-27-53. W momencie odkrycia miała maksymalną jasność 17,00m.